# Мятасселья
Мя́тасселья (ест. Mätasselja küla) — село в Естонії, у волості Ляене-Сааре повіту Сааремаа.

## Населення
Чисельність населення на 31 грудня 2011 року становила 44 особи.

## Географія
Село межує із західною околицею селища Кярла.

## Історія
До 12 грудня 2014 року село входило до складу волості Кярла.